# Cyclocephala diluta
Cyclocephala diluta es una especie de escarabajo del género Cyclocephala, categorizada en la tribu Cyclocephalini, de la subfamilia Dynastinae.

## Distribución
Se distribuye por América del Sur: Bolivia, Brasil, Ecuador, Guayana Francesa, Perú y Surinam.

## Taxonomía
Fue descrita por Erichson en 1847.
Tratamiento taxonómico
La especie aparece registrada y publicada en Conspectus insectorum coleopterorum quae in Republica Peruana observata sunt. Archiv Für Naturgeschichte. Berlin 13(1):67-185.